# Meterana inchoata
Meterana inchoata là một loài bướm đêm trong họ Noctuidae.